# Path of Destruction (Thunderbirds)
Path of Destruction is de 28e aflevering van Thunderbirds, de Supermarionationtelevisieserie van Gerry Anderson. Het is de tweede aflevering van het tweede seizoen. De aflevering werd voor het eerst uitgezonden op ATV Midlands op 9 oktober 1966.

## Verhaal
In een mobiele basis in een bos in Mexico wachten Jansen, Franklin en Simms op de aankomst van de Crablogger, een kolossale mobiele houtverwerkingsmachine ontworpen door de Brit Jim Lucas. De machine wordt bestuurd door McColl en Peterson, en kan tijdens het rijden bomen omzagen en verwerken tot houtpulp, dat aan de achterkant van de machine in vaten wordt gestopt en in vrachtwagens geladen. Morgen zal de Crablogger zijn eerste grote tocht maken.
Die avond neemt Jansen Franklin, McColl en Peterson mee naar een restaurantje in San Martino. Het restaurant heeft geen menukaart, maar de ober kan iets speciaals voor hen maken. Franklin, McColl en Peterson bestellen allemaal dit speciale gerecht. De keuken van het restaurant is echter een bende en de hygiëne laat zwaar te wensen over.
De volgende dag nemen McColl en Peterson hun plaatsen in. Franklin is niet aanwezig bij het vertrek van de Crablogger omdat hij zwaar ziek is geworden. Na vertrek zet McColl de crablogger op automatische besturing. Dan blijkt dat Franklins ziekte te wijten was aan het gerecht dat ze de vorige dag hadden gegeten, want McColl en Peterson worden ook ziek. Beiden vallen flauw en de Crablogger slaat op hol. Jansen beseft dat ze de Crablogger niet tot stilstand kunnen brengen. Tevens moeten ze de vaten houtpulp blijven laden en de machine vullen met brandstof, want als de pulpmachine vastloopt zal hij ontploffen en alles binnen een straal van 50 mijl vernietigen. Tot overmaat van ramp wijkt de machine af van zijn geplande route en gaat op zowel San Martino als de nog niet voltooide San Martino-dam af.
Jansen roept International Rescue op. Scott, Virgil en Brains vertrekken naar Mexico in Thunderbird 1 en 2. Ondertussen roept Jeff Lady Penelope op en vraagt haar om Jim Lucas op te zoeken, daar hij de enige naast McColl en Peterson is die de afsluitprocedure van de reactor van de Crablogger kent. Zij en Parker vertrekken meteen. Jim werkt bij een bedrijf genaamd Robotics International. Helaas is het avond en is al het personeel al naar huis. Terwijl Parker de bewaker afleidt vindt Penelope in de personeelsdossiers van het bedrijf Lucas’ adres.
In Mexico arriveren Thunderbird 1 en 2. Het dorp San Martino is inmiddels ontruimd en de Crablogger heeft zich een weg gebaand door het dorp, maar gelukkig is de machine niet vastgelopen. Virgil en Brains dringen de Crablogger binnen en redden de twee inzittenden. Maar zonder de afsluitprocedure zijn ze geen stap verder. Na enig oponthoud door een ongeval komen Penelope en Parker bij Jim Lucas’ huis. Onder bedreiging van een revolver dwingt Penelope Jim om de afsluitprocedure in te spreken op een cassette. Terwijl Parker het bericht doorstuurt naar Virgil en Brains verdooft Penelope Jim en vertrekt.
Brains en Virgil voeren Jim Lucas’ beschrijvingen uit. De reactor heeft een vertraging van drie minuten voordat de machine geheel stopt. Uiteindelijk komt de Crablogger tot stilstand op een smalle richel vlak bij de dam. Scott arriveert in een tankwagen met het plan de brandstoftanks leeg te pompen zodat de explosie tot een minimum beperkt blijft. De tanks zijn net op tijd leeg en Virgil en Brains weten via hun jetpacks te ontkomen op het moment dat de Crablogger in het ravijn stort. Door de lege tanks blijft de explosie beperkt en de dam gespaard.
De volgende dag leest Jim Lucas in de krant over de redding en beseft dat hij echt 's nachts is bezocht door Lady Penelope, tot verwarring van zijn vrouw.

## Rolverdeling

### Reguliere stemacteurs
- Jeff Tracy — Peter Dyneley
- Scott Tracy — Shane Rimmer
- Virgil Tracy — David Holliday
- John Tracy — Ray Barrett
- Brains — David Graham
- Lady Penelope — Sylvia Anderson
- Aloysius Parker — David Graham
- Tin-Tin — Christine Finn

### Gastrollen
- Jansen — Ray Barrett
- Jim Lucas — David Graham
- McColl — John Tate
- Peterson — Jeremy Wilkin
- Franklin — Matt Zimmerman
- Simms — David Graham
- Sanchos — David Graham
- Maria — Sylvia Anderson
- Gutierrez — Matt Zimmerman
- Manuel — David Graham
- Beveiligingsagent — Ray Barrett
- Mevrouw Lucas — Christine Finn

## Machines
De machines en voertuigen in deze aflevering zijn:
- Thunderbird 1
- Thunderbird 2 (met capsule 3)
- Thunderbird 5
- FAB1
- Crablogger
- Tankwagen
- Mobile Crane

## Fouten
- Op Jim Lucas’ dossier staat zijn adres gegeven als 75 Sunnigale Road, Eppington Wood East, Somerset. Lady Penelope vertelt wanneer ze het dossier leest echter dat het adres 20 Hazlemere Gardens, Iresham is.
- Op het moment dat Scott de tanks heeft leeggepompt stort de Crablogger van de richel. Brains en Virgil kunnen wegvliegen, maar de slangen van de tankwagen zitten nog steeds aangekoppeld.

## Trivia
- De Simms-pop werd eerder gebruikt voor Dave Clayton in Day of Disaster.
- De Manuel-pop werd eerder gebruikt voor generaal Bron in Edge of Impact.
- In het restaurantje is op de achtergrond Jeremiah Tuttle uit The Imposters te zien.
- Deze aflevering werd in Nederland dagelijks uitgezonden tijdens de Firato waarin kleurentelevisie in Nederland werd geïntroduceerd. De aflevering was niet ondertiteld of nagesynchroniseerd.
- Dit was de laatste aflevering geregisseerd door David Elliott. Hij besloot dat hij genoeg had van poppen en verliet de studio, waarmee een einde kwam aan zijn jarenlange samenwerking met Gerry Anderson.
- Verschillende voertuigen uit deze aflevering, zoals de tankwagen van de Crablogger, werden later hergebruikt in Captain Scarlet.